# Maya Ouabadi
Maya Ouabadi est une éditrice algérienne. En 2022, elle fonde La Place,  revue féministe algérienne.

## Biographie
Maya Ouabadi fonde les éditions Motifs à Alger. Les éditions Motifs proposent des revues de critique littéraire, une revue féministe et des livres d'artistes.
Fin octobre 2018, Maya Ouabadi lance Fassl, revue algérienne bilingue de critique littéraire.
En 2020, Maya Ouabadi avec Touda Bouanani et Léa Morin lance Woman, Arab and … Filmmaker. Il s'agit d'un projet de recherche pour une réécriture féministe et décolonialiste de l'histoire du cinéma. Le projet s'attache à étudier des textes, des écrits, des œuvres de femmes cinéastes et critiques des années 1960 et 1970, en Afrique du Nord. 
En mars 2022, Saadia Gacem  et Maya Ouabadi présente La Place, revue féministe algérienne. À travers cette revue, elles souhaitent visibiliser la création et la parole des femmes en Algérie, quelles soient militantes ou écrivaines. Fadhila Boumendjel Chitour, Souad Labbize, Louiza Ammi-Sid et Meriem Medjkane sont convoquées dans ce premier numéro.